# НАДН-дегидрогеназный комплекс хлоропластов
НАДН-дегидрогена́зный ко́мплекс хлоропла́стов — мультибелковый комплекс электронотранспортной цепи фотосинтеза, расположенный в тилакоидной мембране пластид высших растений и водорослей. Комплекс окисляет ферредоксин и восстанавливает молекулы пластохинона, которые высвобождаются в мембрану. При этом энергия окисленного восстановительного эквивалента расходуется на перенос протонов из стромы хлоропласта в люмен тилакоида с образованием протонного градиента. Показано большее сходство НАДН-дегидрогеназного комплекса хлоропластов с цианобактериальным НАДН дегидрогеназным комплексом (NDH-1), чем с митохондриальным комплексом I.
НАДН-дегидрогеназный комплекс хлоропластов обнаружен у большинства наземных растений, а также некоторых водорослей. Его роль в синтезе АТФ при нормальных условиях фотосинтеза считается незначительным, однако в стрессовых условиях его роль резко возрастает: в таких условиях комплекс принимает участие в обеспечении циклического транспорта электронов, образуя суперкомплекс с по крайней мере двумя фотосистемами I.
В литературе часто могут встречаться и другие допустимые названия комплекса, такие как НАД(Ф)Н-дегидрогеназный комплекс или НАДН-дегидрогеназно-подобный комплекс.

## Краткая история
Впервые о существовании НАДН-дегидрогеназного комплекса в хлоропластах заговорили после полного секвенирования пластомов Marchantia polymorpha и Nicotiana tabacum в 1986 году. Оказалось, что их пластидный геном кодировал 11 белков гомологичных субъединицам НАДН-дегидрогеназного комплекса митохондрий (комплекса I), и все эти белки экспрессировались. Из-за этого сходства новый комплекс назвали НАД(Ф)Н-дегидрогеназный комплекс или сокращённо NDH комплекс. Уже значительно позже, в 2004 году удалось обнаружить первые четыре субъединицы комплекса, закодированные в ядре: M, N, L и O.

## Структура комплекса
Гены ndh, кодирующие НАДН-дегидрогеназный комплекс хлоропластов были найдены в пластомах многих покрытосеменных и голосеменных
растений и эукариотических водорослей, а также в геноме цианобактерий. В то же время эти гены отсутствуют у некоторых симбиотических растений не способных к самостоятельному фотосинтезу. Несмотря на широкое распространение генов ndh среди наземных растений, в некоторых организмах они не обнаружены. Например, в хлоропластном геноме хвойного дерева Pinus thunbergii отсутствуют все гены ndh. НАДН-дегидрогеназный комплекс не обнаружен в хлоропластах зелёных водорослей, включая Chlamydomonas.
Хотя хлоропластные гены ndh и были впервые замечены из-за их схожести с генами митохондриального комплекса I, позже было показано, что он более похож на цианобактериальный комплекс NDH-1. Обычно у бактерий дыхательный комплекс I состоит из 14 субъединиц. Исключением являются цианобактерии у которых обнаружен комплекс из 11 субъединиц, высокогомологичных 11 субъединицам НАДН-дегидрогеназного комплекса хлоропластов высших растений. Однако у высших растений комплекс отличается по составу от цианобактериального, его состав значительно количество субъединиц характерных только для высший растений и закодированных в ядре. На данный момент у Arabidopsis thaliana обнаружено 28 субъединиц и один вероятный кандидат, многие из которых были найдены методами биоинформатики, генетики и протеомики. По аналогии с комплексами цианобактерий, полагают НАДН-дегидрогеназного комплекса хлоропластов имеет три железосерных кластера.
В большинстве исследованных высших растений комплекс имеет молекулярную массу около 550 кДа. Комплекс весьма лабилен и легко распадается на несколько субкомплексов, что затрудняет его исследование.
Общее количество молекул комплекса в мембранах тилакоидов невелико: один НАДН-дегидрогеназный комплекс приходится в среднем на 50-100 молекул фотосистемы II, что составляет ∼1-2 % от общего количества всех молекул фотосистемы I и II.

### Донор электронов
В состав НАДН-дегидрогеназного комплекса хлоропластов входит 11 пластидных субъединиц, гомологичных таковым у цианобактерий, вместо обычных для подобных комплексов 14. Недостающие субъединицы соответствую субъединицам 51, 24 и 75 кДа бычьего комплекса I. Субъединица 51 кДа несёт на себе ФМН и содержит участок связывания НАДН, а в целом все три субъединицы называют НАДН связывающим субкомплексом. У высших растений, а также у цианобактерий подобные субъединицы или их аналоги отсутствуют. Это длительное время не давало возможности точно понять какой субстрат используют эти комплексы. Наконец, в 2011 году было обнаружено, что комплекс при помощи белков CRR31, CRRJ и CRRL (субъединицы S, T и U) способен связывать и окислять ферредоксин, хотя точный механизм того, как происходит окисление, неизвестен. Эти данные впоследствии неоднократно подтверждались. Из это следовало, что по своей ферментативной активности комплекс является не НАДН-дегидрогеназой, а ферредоксин-пластохиноноксидоредуктазой. В связи с этим было предложено переименовать НАДН-дегидрогеназный комплекс хлоропластов в НАДН-дегидрогеназно-подобный комплекс. Подобный механизм работы сейчас рассматривается как весьма вероятный для NDH комплексов цианобактерий.

### Доменная организация комплекса
Из соображений аналогии предполагается, что НАДН-дегидрогеназный комплекс хлоропластов высших растений имеет L-образную форму, хотя она и может быть несколько искажена из-за наличия дополнительных субъединиц. Комплекс разделяют на пять субкомплексов: мембранный, люменальный, экспонированные в строму субкомплексы А и В, а также каталитический, связывающий ферредоксин.
Мембранный субкомплекс формируют семь субъединиц NdhА-NdhG, кодирующихся хлоропластными генами, на основании гомологии с NDH комплексом цианобактерий, предполагается, что он осуществляет транспорт протонов и связывание пластохинона.
Субкомплекс А содержит четыре субъединицы NdhА-NdhG и четыре субъединицы NdhL-NdhO, кодирующихся хлоропластными и ядерными генами, соответственно. Гомологи хлоропластных белков NdhH-NdhK из дыхательного комплекса T. thermophilus связывают три Fe-S кластера, необходимых для переноса электрона.
Субкомплекс В включает субъединицы PnsB1-PnsB5, а также субъединицу PnsL3, считавшуюся ранее компонентом люменального субкомплекса. Все субъединицы субкомплекса В кодируются ядерными генами. Субкомплекс связывается на мембранном домене рядом с субкомплексом А и формирует вторую гидрофильную руку комплекса.
Люменальный субкомплекс образуют четыре субъединицы, кодирующиеся ядерными генами: белок PnsL1, PnsL2, а также иммунофилины PnsL4 и PnsL5. Субъединицы в субкомплексе В и люменальном субкомплексе являются специфическими для высших растений. Примечательно, что большинство из этих субъединиц гомологичны белкам PsbP и PsbQ, входящим в состав водоокисляющего комплекса фотосистемы II. Другая необычная группа, входящая в состав этого субкомплекса — иммунофилины, которые относятся к семейству пептидилпролил цис-тран изомераз.
В состав каталитического субкомплекса входят субъединицы NdhS, NdhT и NdhU. На периферической субъединице NdhS локализован высокоафинный центр связывания с ферредоксином. Взаимодействие комплекса с ферредоксином подтверждено в экспериментах in vitro. Считается, что найдены ещё не все субъединицы этого комплекса, так как среди уже обнаруженных нет таких, которые могли бы окислить ферредоксин.

## Функции
В принципе НАДН-дегидрогеназный комплекс хлоропластов не является жизненно необходимым, внешне мутанты с частичной или даже полной делецией всех генов ndh выглядят совершенно нормально, однако они обладают повышенной чувствительностью к сильным стрессам: высокой интенсивности света, высокой или низкой температуре, низкой влажности и засухе, хотя проявление фенотипов у таких мутантов довольно умеренное. Тем не менее была показана значительная роль этого комплекса в обеспечении циклического транспорта у риса при слабом освящении. На основании этих данных предполагается, что комплекс является своего рода экстренным краном, который активируется в условиях перевосстановления стромы хлоропласта и предотвращает окислительный стресс, а в нормальных условиях он обеспечивает растение дополнительным АТФ и участвует в тонкой настройке фотосинтеза.

### Циклический транспорт электронов
С помощью генетического анализа у Arabidopsis выявлены два независимых типа циклического транспорта электронов. Компонентами основного пути у высших растений, являются белки PGR5 и PGRL1, регулирующие протонный градиент. PGRL1 при помощи PGR5 окисляет ферредоксин и переносит электроны на мембранный переносчик пластохинон, действуя таким образом как ферредоксинхинонредуктаза. Полагают также, что в этом процессе принимают участие суперкомплексы из цитохром-b6f-комплекса, фотосистемы I и PGRL1, хотя и было показано, что их формирование не является обязательным для осуществления циклического транспорта по такому механизму. Данный путь ингибируется антимицином А.
В альтернативном пути вокруг фотосистемы I на свету в хлоропластах участвует НАДН-дегидрогеназный комплекс, обеспечивая перенос электронов от восстановленного ферредоксина обратно к пластохинону а затем к фотосистеме I через комплекс цитохромов b6/f. НАДН-дегидрогеназный комплекс хлоропластов образует суперкомплекс с двумя ФСI при помощи белков Lhca5 и Lhca6. Подобного рода комплекс образуется и у цианобактерий, хотя ввиду отсутствия у них антенных белков Lhca5 и Lhca6 способ образования суперкомплекса там иной.

### Хлородыхание
В темноте НАДН-дегидрогеназный комплекс хлоропластов принимает участие в хлородыхании (дыхании хлоропластов), в ходе которого электроны транспортируются от восстановленного пластохинона к молекулярному кислороду, что сопровождается окислением пластохинола пластидной терминальной оксидазой, то есть происходит нефотохимическое восстановление и окисление пула пластохинонов.